# アメンドメント
アメンドメント（Amendment）とは、
1. 英語で改正、訂正、修正、修正案のこと。
2. 1.から転じて、貿易において、船荷証券や、信用状等の記載事項を訂正すること。
3. 信用状の内容を訂正する書類。本項で記載。

## Amendment発行の意義
取消不能信用状(Irrevocable L/C)は、たとえ当該信用状中に明らかな誤りがあった場合であっても、一方的な訂正・修正を行うことが出来ない。
しかし、原契約との相違や、内容の不備、記載誤り、買取書類作成上の不可能項目等について修正・訂正を行う必要がある場合、Amendmentを発行することで修正が必要な箇所を変更することが可能である。
尚、修正の方法としては、
- 該当項目の削除
- 該当項目の追加
- I/O(Instead of)表記等による該当項目の書き換え
- 該当項目への上書き

等の方法が用いられる。
また、Amendment発行に当たっては、発行依頼人(Applicant)が信用状発行銀行に依頼して発行されるため、信用状同様、発行依頼人がAmendment発行費用を負担する場合が多い。

## Amendmentの拒否
信用状の受益者は、自らが望まない内容を含むAmendmentについて、これを拒否することが出来る。これにより、信用状発行依頼人や、信用状発行銀行による、取消不能信用状への悪意ある訂正を阻むことが可能である。

## Correction
信用状発行依頼人が信用状発行銀行に対して正しく発行依頼を行ったにもかかわらず、信用状発行銀行のミス等によって信用状が誤った内容で発行されてしまった場合は、コレクション(Correction)という書類が発行され、訂正される。その場合の発行費用については信用状発行銀行が負担する。